# Iška Loka
Iška Loka je naselje v Občini Ig. Je obcestna vas, ki leži na Ljubljanskem barju jugovzhodno od Ljubljane. Najbližje večje naselje je Ig, ki leži 1 km stran od Iške Loke. Vas tako kot vse ostale vasi na ižanskem območju ne leži na močvirskih, temveč na prodnatih tleh (naplavinah), zato gradnja s piloti za utrjevanje ni potrebna. Središče vasi je gasilski dom z avtobusno postajo. V vasi je tudi urejeno igrišče, imenovano Senožetka. Blizu igrišča je tudi brunarica, ki jo domačini uporabljajo za vaške veselice, piknike,... . Glavna dopolnilna dejavnost je kmetijstvo, vendar se nobeden od prebivalcev ne preživlja izključno s kmetijstvom. Na delo hodijo večinoma na Ig in v Ljubljano. 
Vaščani vsako leto organizirajo Pozdrav pomladi v marcu, kres za 1. maj in veselico ali piknik v juliju, avgustu ali septembru. Leta 2008 je PGD Iška Loka praznovala 100 let delovanja. 
Povezana pa je z rednimi medkrajevnimi linijami.